# Simorrhina
Simorrhina is een geslacht van kevers uit de familie bladsprietkevers (Scarabaeidae). Het geslacht werd voor het eerst wetenschappelijk beschreven in 1886 door Kraatz.

## Soorten
- Simorrhina quadrimaculata Kraatz, 1898
- Simorrhina staudingeri Kraatz, 1886